# Khànguix-Iurt
Khànguix-Iurt (en rus: Хангиш-Юрт) és un poble de la república de Txetxènia, a Rússia, segons el cens del 2022 tenia 1.106 habitants.